# 1st Chō Berryz
1st Chō Berryz (1st 超ベリーズ?, Fāsuto Chō Berīzu) è il primo album in studio del gruppo femminile giapponese Berryz Kobo, pubblicato nel 2004.

## Tracce
1. Anata Nashi de wa Ikite Yukenai (あなたなしでは生きてゆけない?)
2. Piriri to Yukō! (ピリリと行こう!?)
3. ~Nicchoku ~Geinōjin no Kaiwa~ (日直 ～芸能人の会話～?)
4. Fighting Pose wa Date ja nai! (ファイティングポーズはダテじゃない!?)
5. Koi wa Hippari Dako (恋はひっぱりだこ?)
6. Semi (蝉?)
7. Anshinkan (安心感?)
8. Kozukai up Daisakusen (小遣いup大作戦?)
9. Today is My Birthday
10. Bye Bye Mata ne (Bye Bye またね?)
11. Anata Nashi de wa Ikite Yukenai (Funky Remix) (あなたなしでは生きてゆけない (FUNKY Remix)?)
12. Hello! no Theme (Berryz Kōbō Version) (Hello!のテーマ (Berryz工房 Version)?)